# Calycobolus racemosus
Calycobolus racemosus är en vindeväxtart som först beskrevs av Peter Good, och fick sitt nu gällande namn av Hermann Heino Heine. Calycobolus racemosus ingår i släktet Calycobolus och familjen vindeväxter. Inga underarter finns listade i Catalogue of Life.